# Ziortza-Bolibar
Pour les articles homonymes, voir Bolibar.
Ziortza-Bolibar en basque ou Cenarruza-Puebla de Bolíbar en espagnol est une commune de Biscaye dans la communauté autonome du Pays basque en Espagne.
Le nom officiel de la ville est Ziortza-Bolibar.

## Géographie

### Quartiers
Les quartiers de Ziortza-Bolibar sont: Bolibar,
Iluntzar, Zeinka-Zearregi, Goierria Ziortza et Arta

## Histoire
La famille de Simón Bolívar, le Libertador, est originaire de Ziortza-Bolibar. C'est en 1559 que l'ancêtre basque, Simón Bolíbar, dit « le Procureur », quitte son pays pour l'île de Saint-Domingue où il exerce la profession de greffier de l'une des chambres de l'audiencia. En 1587, il s'installe en Tierra Firme. Il est ensuite promu procureur par le cabildo de Caracas.

## Patrimoine

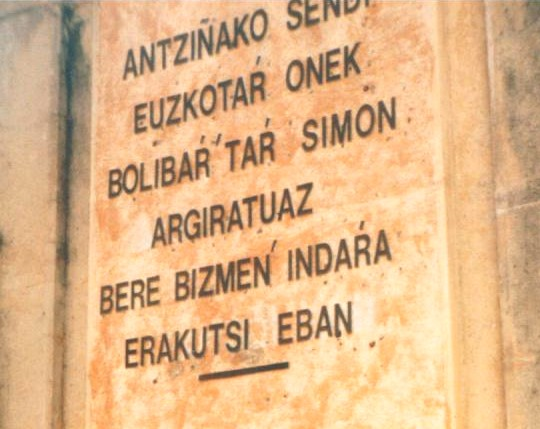
Hommage à Simón Bolívar sur un mur de la ville

### Sources
- (es) Cet article est partiellement ou en totalité issu de l’article de Wikipédia en espagnol intitulé « Cenarruza-Puebla de Bolívar » (voir la liste des auteurs).